# 優木ひかる
優木 ひかる（ゆうき ひかる、1991年2月15日 - ）は、日本のAV女優。ロータス東京（ロータスグループ）所属。
出身地:神奈川県。身長:153cm。スリーサイズ:B85(D-65)・W55・H82cm。

## 略歴・人物
2010年9月にAVデビュー。

## 出演作品

### アダルトビデオ
- 王道ど真ん中 （2010年9月17日、ミリオン） ※デビュー作
- 超敏感BODY （2010年10月22日、ミリオン）
- 恥じらいMAX （2010年11月12日、ミリオン）
- もしも優木ひかるが僕の彼女だったら… 中出し解禁!! （2010年12月10日、ミリオン）
- 潜入捜査官 中出し10連発（2011年1月12日、ミリオン）
- 学校で中出ししちゃお（2011年2月12日、ミリオン）
- もうデカチンしか愛せない（2011年3月12日、ミリオン）
- 東京ブルドック 11（2011年5月11日、プレステージ）
- 職女。 File 22（2011年5月20日、プレステージ）
- 責め続け快楽漬け（2011年6月15日、ワープエンタテインメント）
- カフェで働くメガネ店員 02（2011年7月1日、プレステージ）
- 終電を逃した女の娘 02（2011年7月12日、プレステージ）
- GOKKUN ガチ飲み!!01（2011年8月15日、プレステージ）
- 縛馬 其の十五（2011年8月23日、MAD）